# Teatre de Haifa
El Teatre de Haifa (hebreu: תיאטרון חיפה‎; Teatron Haifa) és la companyia de teatre del municipi de Haifa, Israel.
Aquesta companyia de teatre va ser la primera a crear-se a nivell municipal a Israel. Va ser establerta pel llavors alcalde de Haifa Abba Hushi. Fundat en l'any 1961, el Teatre de Haifa, contracta tant a actors àrabs com a jueus, i té reputació internacional per la realització d'obres provocatives. El seu primer director va ser Yosef Milo.
La companyia realitza entre vuit a deu obres a l'any, amb una participació de més de 30.000 persones. Les obres es duen a terme en ciutats, kibutzim i pobles al llarg d'Israel, i regularment presenta obres de teatre modern en hebreu i en àrab.
La base de la companyia és el Teatre de Haifa Joseph i Rebecca Meyerhoff en el barri Hadar HaCarmel.